# Forêt de Valdu Niellu
La forêt de Valdu Niellu est un massif forestier du centre de la Corse. Elle se situe dans le Niolo, dans le département de la Haute-Corse. Elle est la propriété de la Collectivité territoriale de Corse.

## Géographie

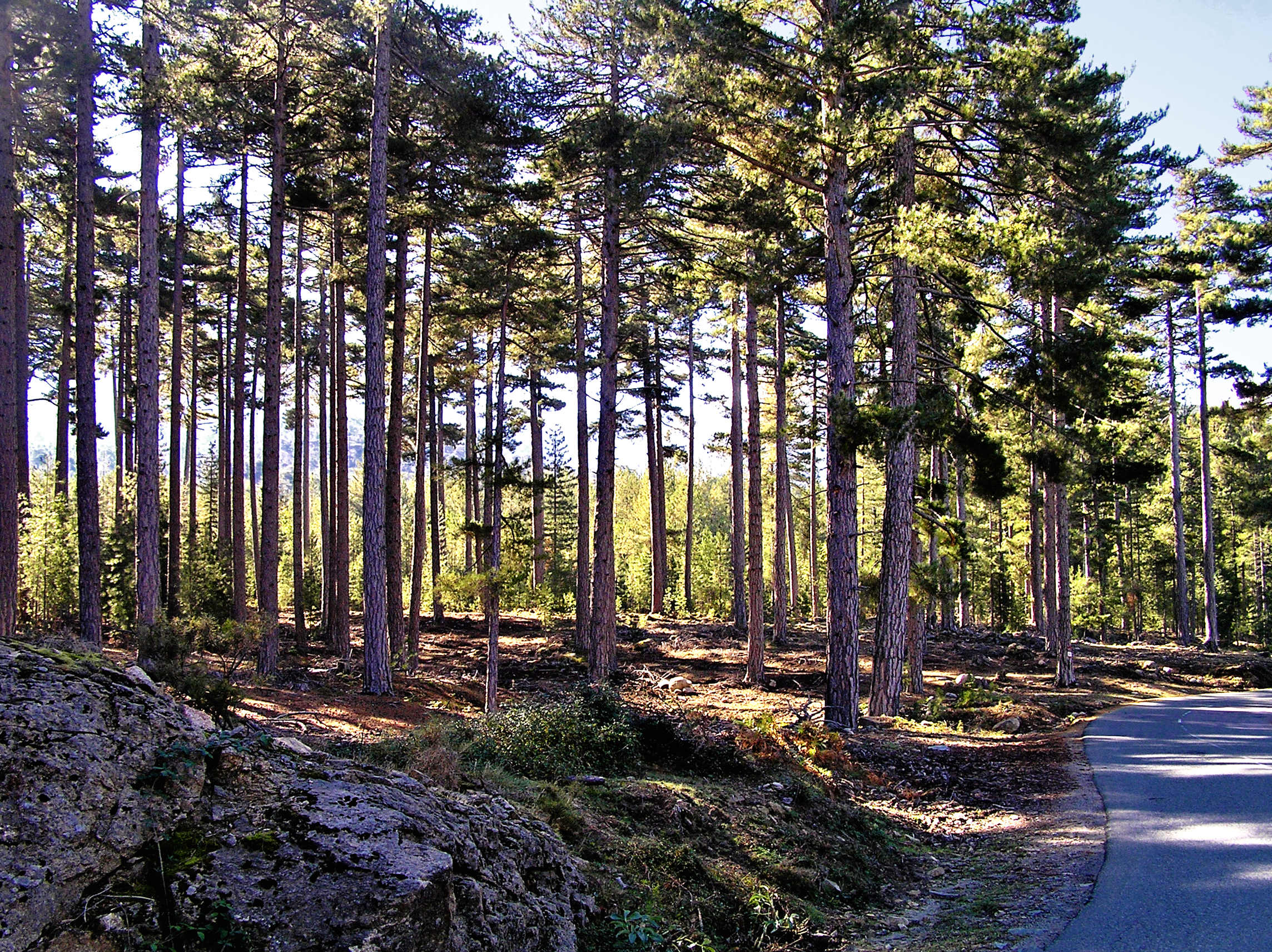
Vue de la forêt;

La forêt de Valdu Niellu occupe la partie ouest du Niolo, dans le parc naturel régional de Corse. Cette forêt territoriale est située entièrement sur le territoire de la commune d'Albertacce. Elle est adossée au nord à la principale chaîne montagneuse de la Corse, celle du massif du Cinto et au sud, aux flancs d'une chaîne montagneuse du massif du Rotondo, marquée par les sommets U-Tritore (1 725 mètres), Punta Artica (2 327 mètres) et Capu-di-a-Facciatu (2 113 mètres). Exposée nord à nord-est, elle a une superficie de 4 436,36 hectares qui couvre toute la haute vallée du Golo depuis la Paglia Orba (2 525 mètres), et l'ubac du Golo jusqu'aux limites de la commune de Casamaccioli dont elle jouxte la forêt communale.
Le sol est siliceux, peu profond, reposant sur un socle hercynien granitique. Le réseau hydrographique présente de nombreux torrents et sources.

## Histoire

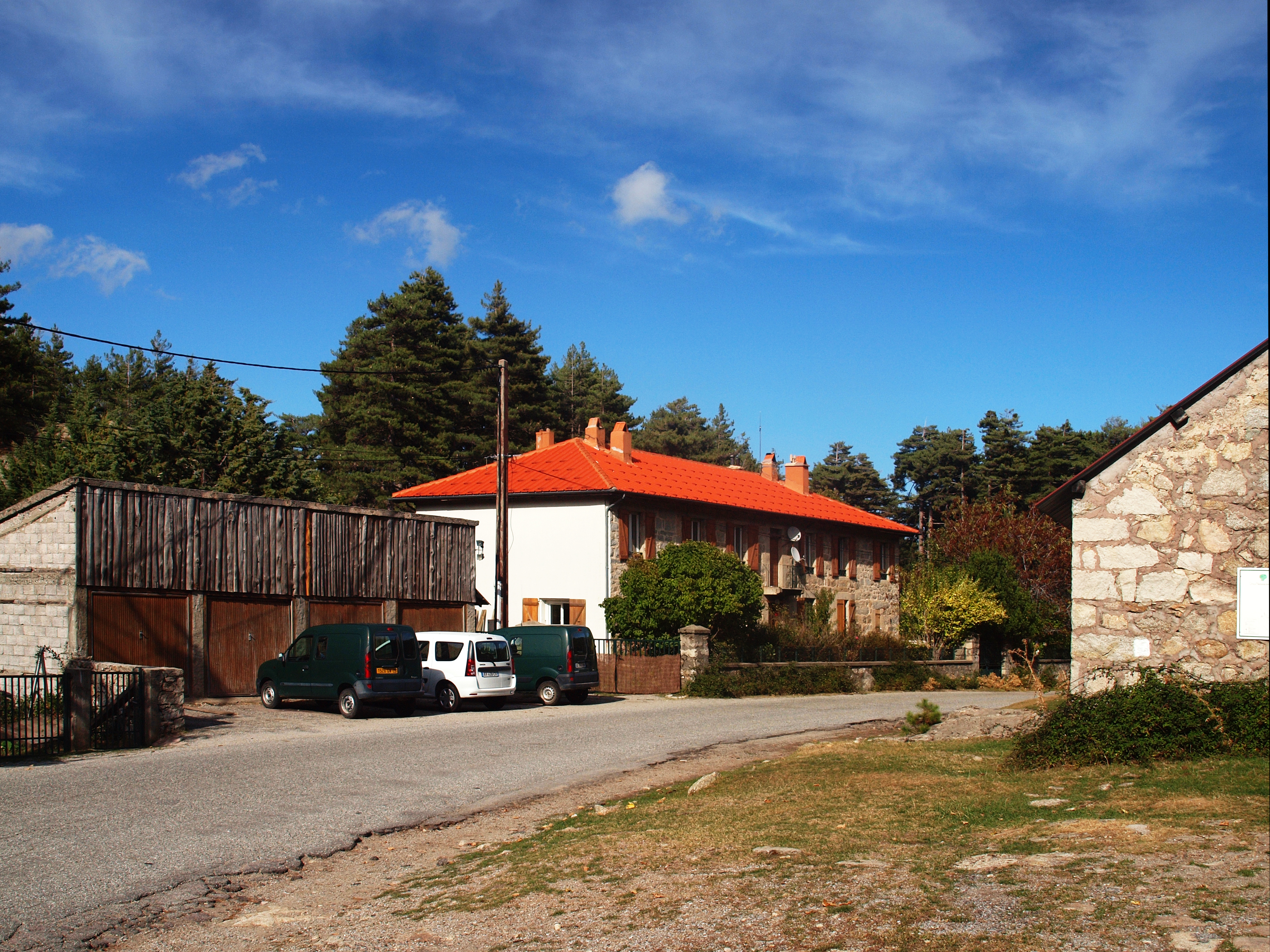
Maison forestière de Poppaghja.

La forêt s'appelait autrefois Valdo-Niello. Après avoir appartenu successivement à la république de Gênes, au royaume de France, à l'État français, la forêt de Valdu Niellu appartient depuis le 18 décembre 2001 à la CTC.
De nos jours, l’ONF et le PNRC en assurent la gestion. La maison forestière se trouve au lieu-dit Poppaghja, en bordure de la route D 84, à 1 076 m d'altitude.
Valdu-Niellu veut dire en français : forêt noire. C'est un mot composé de VALDU : forêt et NIELLU : noir. Il existe en allemand « schwarzwald » qui est aussi la forêt noire.

## Accès
La forêt de Valdu Niellu est traversée par la D 84, unique route reliant Francardo (Omessa) sur la RN 193 à Porto (Ota) et permettant l'accès au Niolo (passage par la Scala di Santa Regina et par le col de Vergio).
Cette route passe par la maison forestière de Popagghia située au cœur de la forêt, à 1 076 m d'altitude. Un peu plus haut, à 1 137 m d'altitude, en bordure de route, se trouve la fontaine Caroline d'où on peut rejoindre à pied le GR 20 au col San Petru.
En dessous du virage en « épingle à cheveux » dit Fer-à-cheval, a été créé un camp militaire, le chalet du Vergio, destiné aux entraînements en montagne des légionnaires du 2e REP.
Elle monte ensuite en lacets jusqu'au col de Vergio (1 478 m), limite à la fois des départements de la Haute-Corse et de la Corse-du-Sud, et des forêts d'Aïtone et de Valdu Niellu.
Au col de Vergio se dresse la statue du Christ Roi, œuvre du sculpteur corse Noël Bonardi, chevalier des Arts et des Lettres. La statue a été taillée dans un bloc de granit rose corse. Elle mesure 6 mètres de haut (9,5 m avec son socle) et pèse près de 25 tonnes.  

## Les essences

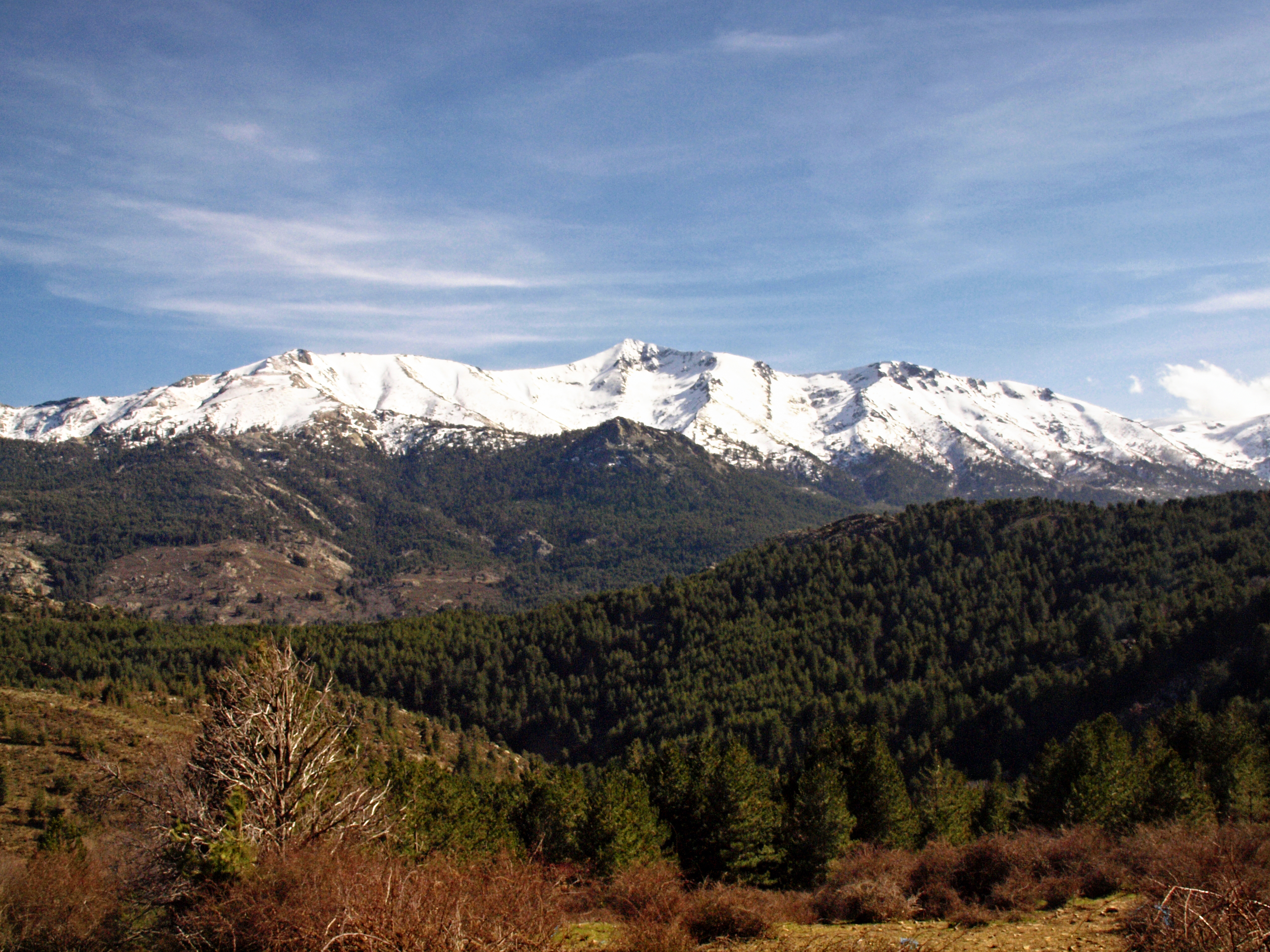
Vue de la forêt et de Punta Artica.

Les principales essences sont le pin laricio de Corse, le hêtre, le bouleau et l'aulne odorant.
L'occupation de la surface boisée se répartit ainsi :
1. pin laricio seul =  55 %.
2. aulne odorant = 22 %
3. hêtre = 6 %
4. bouleau = 2 %
5. Pin laricio/bouleau = 15 %

La forêt comporte des peuplements classés de pin laricio (u lariciu, u larice) sur une surface de 1 215 ha. 
Les pins de Chieni (les bergeries de Chieni sont situées au pied de Capu di a Facciatu) sont deux arbres remarquables aux dimensions exceptionnelles. Distants d'environ deux cents mètres, le plus âgé a 560 ans et a un diamètre 120 cm. Tous deux ont une circonférence de 6,25 – 6,26 mètres et une hauteur de 35 – 36 mètres.

### Aulne odorant
L'aulne odorant (u bassu en langue corse) est un arbuste endémique sans tronc. Il ne dépasse pas trois mètres de haut. Ces arbustes en dépit de leurs branches souples, constituent des fourrés denses impénétrables. Ils occupent l'ubac, dans des lieux humides compris entre 1 600 et 2 000 mètres d'altitude. Leurs feuilles arrondies sont très odorantes.
Autrefois leurs branches servaient à confectionner les toits des cabanes de bergers en altitude.

## Faune

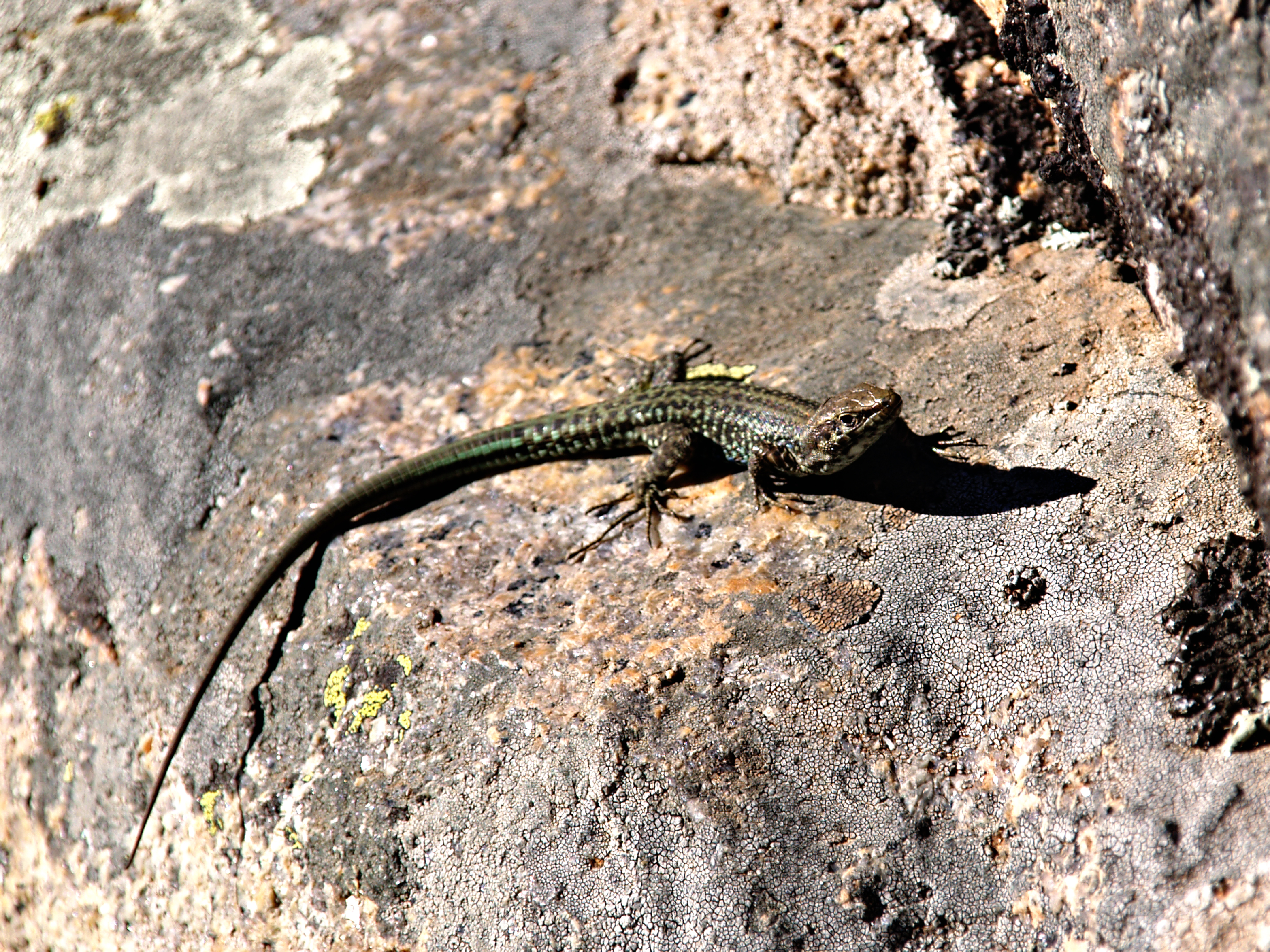
Lézard tyrrhénien.

Des espèces remarquables, dont plusieurs endémiques à la Corse et à la Sardaigne, se trouvent dans la forêt de Valdu Niellu : 
- des oiseaux : Sittelle corse, Aigle royal et gypaète barbu (altore en corse). Le gypaète barbu est parmi les plus grands d'Europe. Il mesure jusqu'à 2,80 m et pèse jusqu'à 6 kg. Il en existe en Corse quelques couples qui fréquentent les plus hauts sommets et les hautes vallées.
- des amphibiens : Salamandre de Corse, discoglosses et euprocte. L'euprocte de Corse (a tarentella) est plus petit que la salamandre. Il fréquente les milieux aquatiques en haute montagne. Cependant on peut aussi le trouver au bord de mer. Bien qu'il dispose d'une queue plate, il se déplace plutôt en marchant au fond de l'eau qu'en nageant.
- des reptiles : lézard de Bédriaga, lézard tyrrhénien ou tiliguerta (a buciartula en langue corse). Ce dernier que l'on trouve jusqu'à 1 800 d'altitude, vit dans des milieux secs, ensoleillés, où la végétation est basse. Brun à vert tacheté de noir, il a une queue très longue et son corps mesure jusqu'à 20 cm.
- des mammifères : mouflon, chiroptères. Parmi ces derniers, le petit rhinolophe (u topu pinnutu en langue corse) est l'espèce de chauve-souris la plus répandue en Corse. On le trouve dans les grottes et les bergeries abandonnées, jusqu'à 1 800 mètres d'altitude. Pesant 4 à 7 grammes et ayant une envergure de 192–294 mm, il fait partie des plus petites chauve-souris.

Quant au mouflon (a muvra), il fréquente habituellement le massif du Cinto. En hiver durant les périodes de fort enneigement, il vient s'abriter dans la forêt. 
- des coléoptères : rosalie des Alpes,
- des arthropodes : papillon Porte-queue de Corse. Il mesure 3 à 4 cm et est un peu plus petit que le machaon. On peut le voir voler en montagne jusqu'à 2000 m d'avril à juillet.
- des poissons : truite macrostigma (a truita en langue corse) ou salmo trutta macrostigma. On la trouve dans les torrents jusqu'à 2 000 m d'altitude. Il s'agit d'une forme méditerranéenne plus petite  au corps rond et de pigmentation différente des truites continentales. Elle atteint difficilement les 18 cm, taille réglementaire pour sa pêche.

## Exploitation

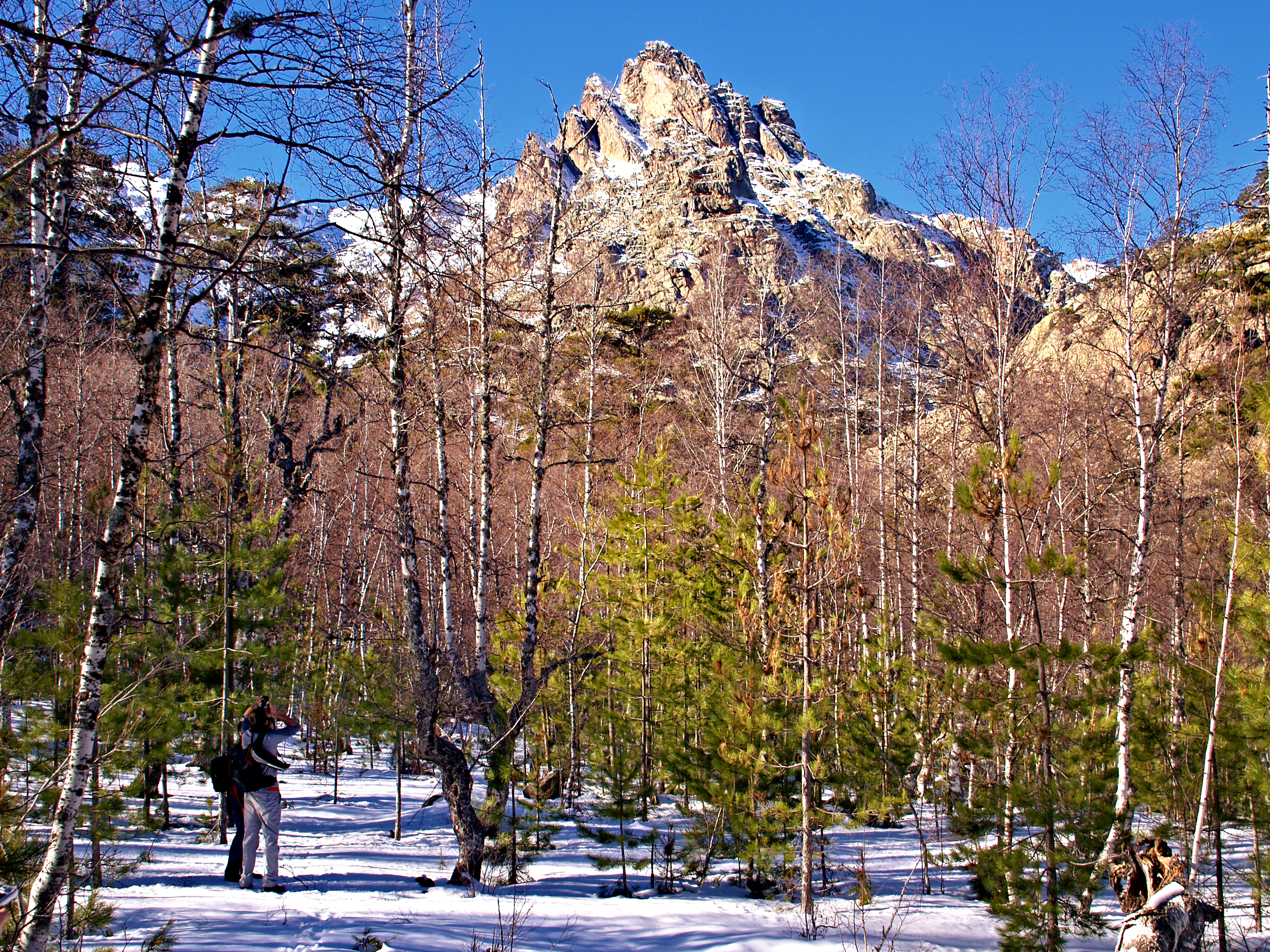
La forêt à Radule.

Valdu Niellu est la forêt la plus productive de Corse, de par la qualité de ses bois d'œuvre et la quantité produite, liée à sa superficie.
Toutefois, le relief crée deux grandes zones :
- une zone exploitable jusqu'à des altitudes inférieures à 1 400 mètres, à pentes faibles et fortement boisée en pin laricio,
- une zone non exploitable au-dessus de 1400 mètres jusqu'au finage de la commune, soit les hauts de versants et les crêtes.

## Danger
Comme toutes les forêts de résineux méditerranéennes, la forêt de Valdu Niellu est un site remarquable mais une zone sensible au feu. Elle a été très peu touchée jusqu'à nos jours en raison de l'absence de maquis. Elle est placée en perpétuelle haute surveillance. Des panneaux en place sont là pour avertir les visiteurs et les randonneurs des dangers en forêt et en montagne.
Le 4 juillet 1970 un Canadair CL 215 avec à son bord deux pilotes et un pompier, s'est écrasé sur les hauteurs de Calasima, dans la forêt communale voisine d'Albertacce. Une plaque commémorative pour ces hommes morts en combattant un incendie ainsi qu'une stèle représentée par une pale d'hélice sont visibles en bout de la route D318.

## Randonnées

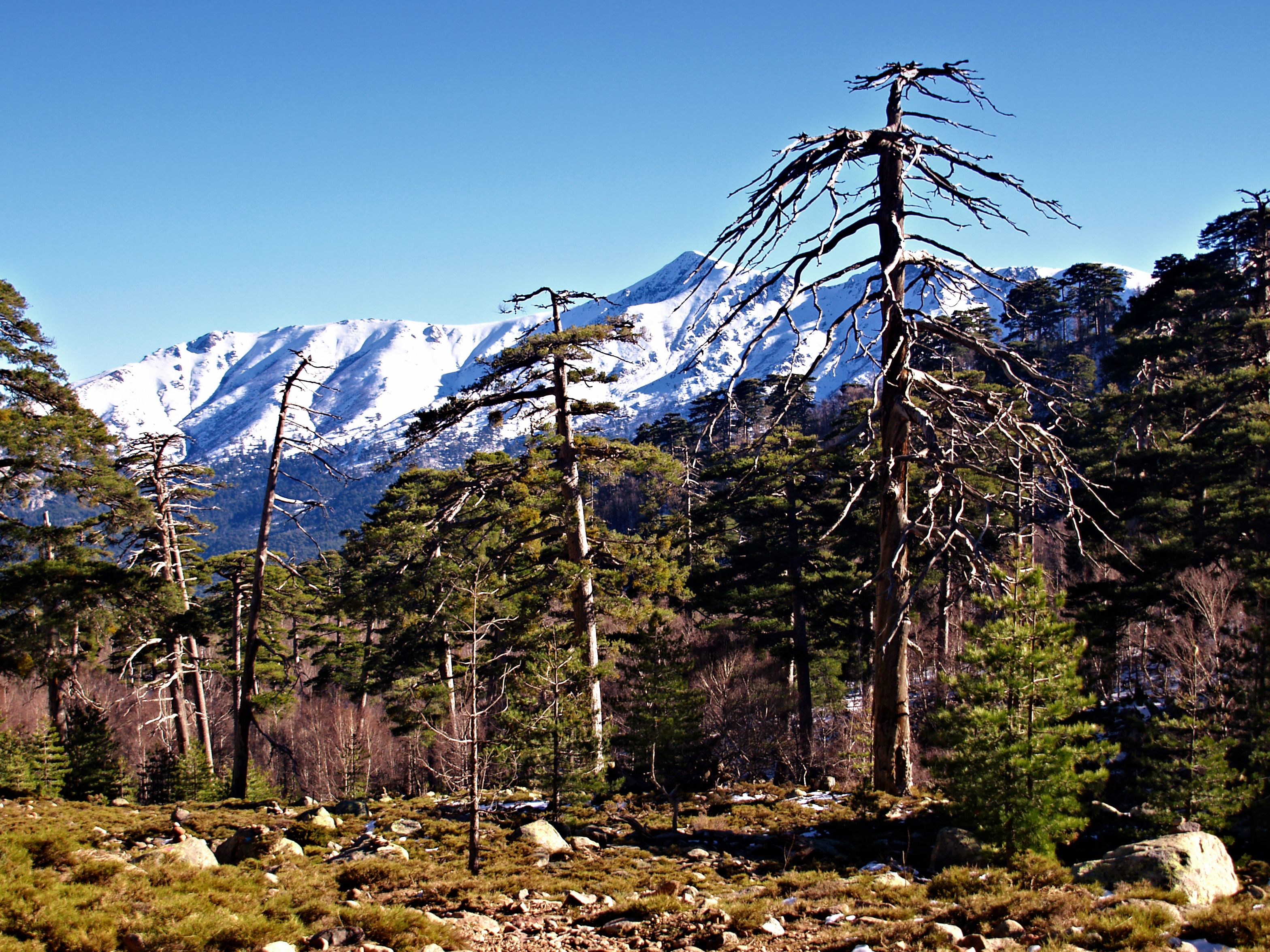
Sur le GR 20 à Radule.

La vaste forêt de Valdu Niellu est traversée par de nombreux sentiers de randonnée et de grande randonnée. 
- Le GR 20 venant du refuge de Tighiettu (1 683 m) au nord pour rejoindre le refuge de Ciottulu a i Mori (1 991 m). Il prend ensuite la direction sud en direction du Monte Rotondo, vers le refuge de Manganu (1 601 m) via les bergeries de Radule et un gîte d'étape à Castellu di Vergio (1 413 m).

Tous ces refuges sont gérés par le PNRC.
Plusieurs sentiers permettent de rejoindre le sentier GR 20 qui passe à la station de ski de Vergio. Ils partent depuis la route D 84, de la maison forestière de Poppaghja, de la fontaine Caroline, du virage dit "Fer à cheval", du camp militaire de Ciattarinu et du col de Vergio par le GR Mare a mare Nord.
- Le Mare a Mare Nord comme son nom l'indique, relie deux mers ; plus restrictivement il relie le village d'Albertacce à celui d'Evisa via le col de Vergio.
- Le Sentier de Ronde de Valdu Niellu.
- Le sentier forestier de Poppaghia parcourt 3,5 km à travers chênes verts et pins. Le départ est situé à la maison forestière. Des bornes botaniques et six stations renvoient à un dépliant-guide.
- D'autres sentiers permettent de rejoindre des bergeries. Dans sa partie Sud se trouvent les bergeries de Colga, de Custole, d'Arenucciu, de Palicchiosa, de Capanelle et de Chieni. C'est près de cette dernière que sont les deux pins laricio remarquables aux dimensions exceptionnelles décrits plus haut.

Les bergeries de Pratelle, de Tula et de Radule sont localisées dans la partie Nord de la forêt.  
- À noter aussi l'existence de la station de ski de Vergio qui est située à près d'un kilomètre et demi sous le col de Vergio.